# Uberaba SC
Uberaba Sport Club – brazylijski klub piłkarski z siedzibą w mieście Uberaba leżącym w stanie Minas Gerais.

## Osiągnięcia
- Puchar stanu MInas Gerais (Taça Minas Gerais): 1980, 2009, 2010
- Finał pucharu stanu MInas Gerais (Taça Minas Gerais): 2006
- Torneio de Acesso ao Campeonato Brasileiro: 1986
- Mistrz drugiej ligi stanu Minas Gerais (Campeonato Mineiro da Segunda Divisão): 2003
- Wicemistrz drugiej ligi stanu Minas Gerais (Campeonato Mineiro da Segunda Divisão): 2007
- Torneio Santos Dumont: 1974

## Historia
Klub Uberaba założony został 15 lipca 1917 roku. Klub pięciokrotnie wystąpił w pierwszej lidze brazylijskiej (Campeonato Brasileiro Série A) - w 1976, 1977, 1978, 1979 i 1983.